# Eliška Chudá
Eliška Chudá (* 23. července 2001) je česká florbalová útočnice, reprezentantka, bronzová medailistka z Mistrovství světa 2023 a dvojnásobná vicemistryně Česka. V nejvyšších soutěžích Česka, Švédska a Švýcarska hraje od roku 2018.

## Klubová kariéra
Chudá s florbalem začínala v klubu Black Angels. Od juniorského věku nejprve na hostování hrála i za tým Tigers Jižní Město. Od sezóny 2018/2019 do Tigers přestoupila nastálo a začala za ně hrát v Extralize. V dalším ročníku 2019/2020 již byla nejproduktivnější hráčkou týmu. V prohraném finále národního Poháru vstřelila dva góly. Když se po tomto nedohraném ligovém ročníku Tigers spojily s klubem Start98, Chudá přestoupila do oddílu Florbal Chodov.
Ve dvou následujících sezónách 2020/2021 a 2021/2022 získala s Chodovem dva vicemistrovské tituly. Ve svém prvním superfinále v roce 2021 Chudá vstřelila dvě branky.
V roce 2022 přestoupila se spoluhráčkou Karolínou Suchou do Švédské Superligy do klubu Täby FC, kde již hrála jejich reprezentační kolegyně brankářka Lenka Remešová. Po roce se ze studijních důvodů vrátila na Chodov a získala s ním Pohárový titul a jako nejproduktivnější hráčka týmu v play-off mu pomohla k dalšímu ligovému stříbru.
Sezónu 2024/2025 odehrála ve švýcarské Unihockey Prime League v týmu Skorpion Emmental, se kterým získala bronz.

## Reprezentační kariéra
V juniorské reprezentaci hrála Chudá na Mistrovství světa ve florbale žen do 19 let 2020, kde Češky získaly bronz. Chudá vstřelila gól v zápase o třetí místo a celkově patřila k nejproduktivnějším hráčkám týmu.
První ženské mistrovství světa odehrála v roce 2021. V září 2023 na Euro Floorball Tour s českým týmem poprvé v historii porazily Švédsko a na turnaji získaly podruhé stříbro. Na šampionátu ve stejném roce získaly po 12 letech druhý český ženský bronz.
| Umístění         | Soutěž                                           |
| ---------------- | ------------------------------------------------ |
| Bronzová medaile | Mistrovství světa ve florbale žen do 19 let 2020 |
| 4.               | Mistrovství světa ve florbale žen 2021           |
| Bronzová medaile | Mistrovství světa ve florbale žen 2023           |

## Ocenění
Chudá byla ve své první extraligové sezóně 2018/2019 zvolena nejlepší juniorkou.